# Michael Bolton

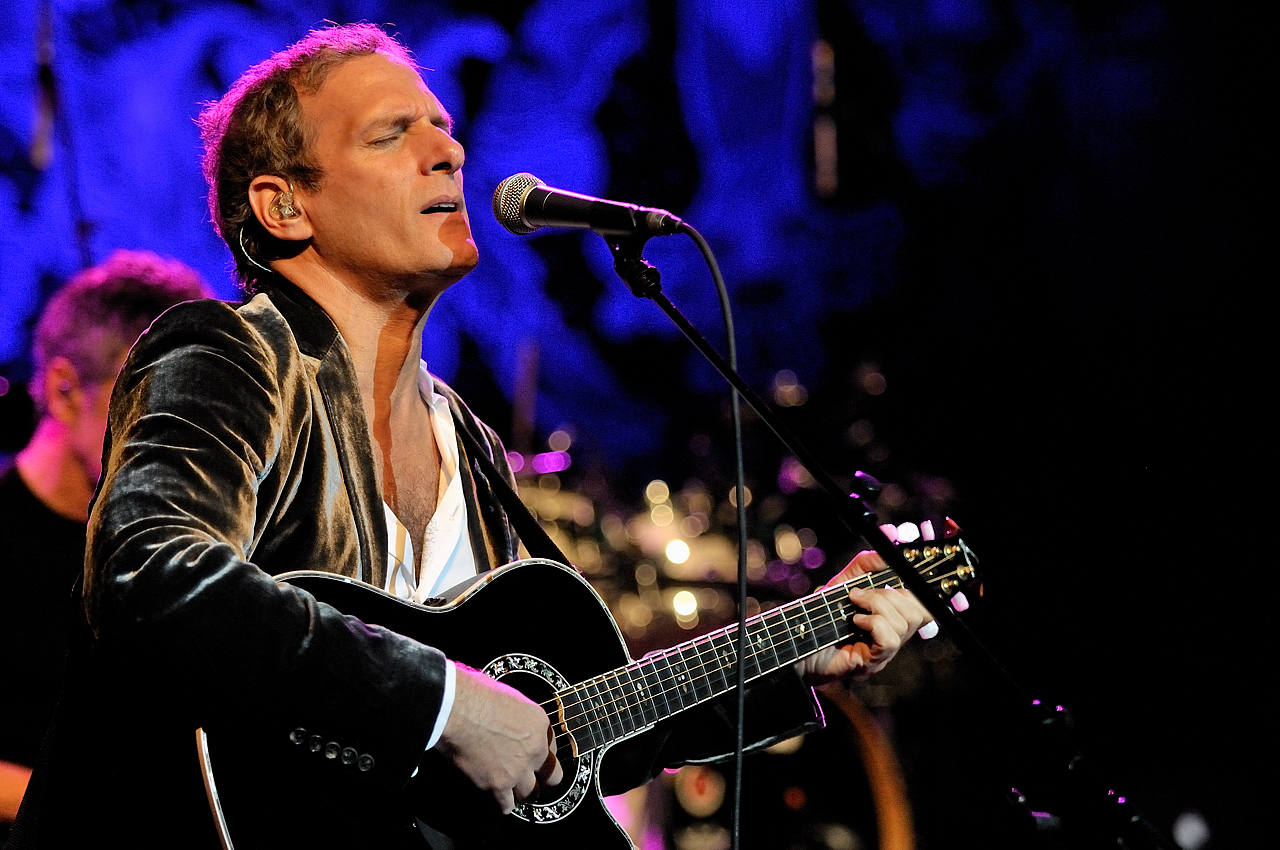
Michael Bolton (2010)

Michael Bolton (* 26. Februar 1953 in New Haven, Connecticut; eigentlich Michael Bolotin) ist ein US-amerikanischer Popmusiker. Er erhielt zwei Grammy Awards (1990 und 1992) und sechs American Music Awards.

## Musikalischer Werdegang
Bolton hat seine Erfolge als Solosänger im Genre Adult Contemporary erreicht. Dabei bezeichnet man in den Vereinigten Staaten seine Art und Weise, Rockballaden zu interpretieren, als Blue-Eyed Soul. Mitte der 1970er Jahre veröffentlichte er unter seinem Geburtsnamen zwei wenig beachtete Alben. Zum Ende des Jahrzehnts war er Mitglied der Heavy-Metal-Band Blackjack, der auch der Gitarrist Bruce Kulick angehörte, der später bei Kiss spielte. Ab dem Jahr 1983 machte er Aufnahmen als Michael Bolton. Im Jahr 1987 hatte er seinen nationalen und ein Jahr später seinen internationalen Durchbruch. Er trat unter anderem mit Plácido Domingo, Luciano Pavarotti, Renée Fleming, Patti Labelle, Ray Charles, Percy Sledge, Wynonna Judd und B. B. King auf.
Seine größten Hits waren seine beiden US-Nummer-eins-Hits How Am I Supposed to Live Without You (1989) sowie seine Version von When a Man Loves a Woman (1991) und die Gold-Single Said I Loved You … But I Lied (1993).
Im Jahr 1997 sang er zu dem Disney-Zeichentrickfilm Hercules das Titellied I Can Go the Distance, das für einen Oscar nominiert wurde.
Am 27. September 2012 hatte Bolton einen sich selbst karikierenden Gastauftritt in der Premiere der 10. Staffel der Sitcom Two and a Half Men, ebenso in der 2., 13. und der 14. Folge der 12. Staffel.

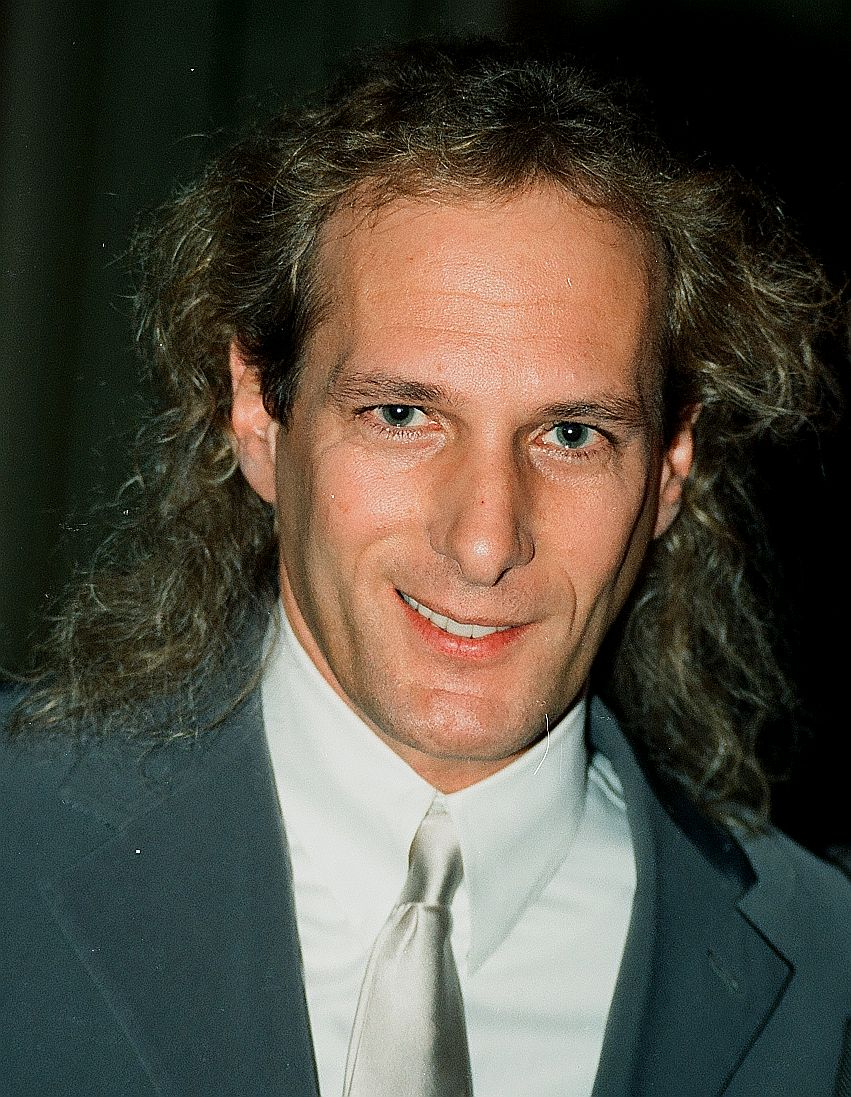
Michael Bolton (1997)

Im Jahr 2021 bot er im Halbfinale der sechsten Staffel des US-amerikanischen Ablegers von The Masked Singer mit der Kandidatin Skunk (Faith Evans) ein Duett dar. Im März 2023 nahm Bolton als Wolf an der neunten Staffel der Sendung teil, in der er den 16. Platz erreichte.
Bolton coverte zahlreiche Lieder und arbeitete als Songwriter für andere Künstler, u. a. schrieb er für Barbra Streisand, KISS, Kenny Rogers, Kenny G, Cher, Peabo Bryson und Patti Labelle. Als Co-Autor arbeitete er u. a. mit Bob Dylan, Babyface und Diane Warren.

## Plagiatsprozess
Zu seinen größten Erfolgen gehörte Love Is a Wonderful Thing, das im April 1991 erschien und angeblich von ihm in Zusammenarbeit mit Andrew Goldmark komponiert wurde. In einer Plagiat-Klage am 24. Februar 1992 behaupteten die Isley Brothers, das Copyright für dieses Lied bereits am 6. Februar 1964 erhalten zu haben.
Der Prozess zog sich über mehrere Instanzen, bis der US-Supreme Court im Januar 2001 befand, dass Bolton wesentliche Teile der Isley-Brothers-Komposition übernommen und damit das Urheberrecht verletzt habe. Bolton und sein Plattenverlag mussten daraufhin 5,4 Millionen US-Dollar Schadensersatz an die Isley Brothers zahlen. Diese Summe errechnete sich aus den Single-Verkäufen und aus 28 % der LP-Erlöse. Das Lied war auch auf der zehn Millionen Mal verkauften LP Time, Love & Tenderness.

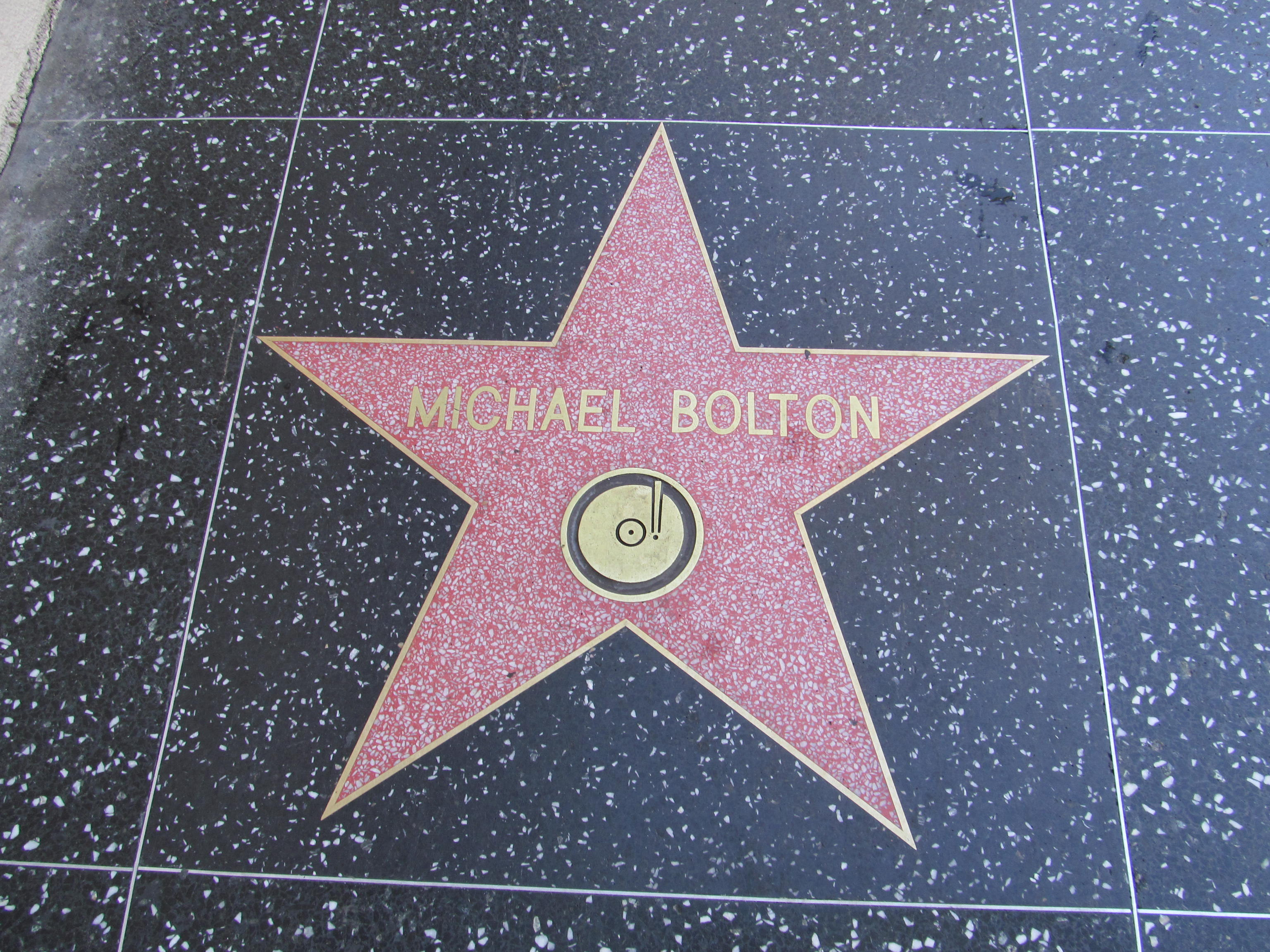
Michael Boltons Stern auf dem Hollywood Walk of Fame

## Leben
Bis zum Jahr 2008 war Bolton mit der englischen Schauspielerin Nicollette Sheridan (Desperate Housewives) liiert. Am 26. August 2008 gab eine Sprecherin der Schauspielerin dem US-Magazin „People“ gegenüber bekannt, dass der Sänger und die Schauspielerin ihre Verlobung, bestehend seit 2005, im gegenseitigen Einvernehmen aufgelöst haben. Sie waren bereits von 1992 an für fünf Jahre ein Paar.
Bolton ist Vater dreier Töchter und Großvater zweier Enkeltöchter und eines Enkelsohnes.

## Wohltätigkeitsarbeit
Im Jahr 1993 gründete er die Michael Bolton Foundation (heute die Michael Bolton Charities Inc.), um arme Frauen und Kinder und Opfer von emotionalem, physischem oder sexuellem Missbrauch zu unterstützen. Die Organisation hat bisher über 3,7 Millionen Dollar für verschiedenste Projekte aufgebracht.
Bolton ist außerdem Vorsitzender und Mitglied mehrerer anderer Organisationen.
Für sein karitatives Engagement wurde er mit dem Lewis Hine Award, dem Martin Luther King Award und der Ellis Island Medal of Honor geehrt.
Für seine musikalischen und karitativen Leistungen wurde er außerdem mit einem Stern auf dem Walk of Fame in Hollywood geehrt.

## Diskografie
Studioalben

| Jahr | Titel                                                          | Höchstplatzierung, Gesamtwochen, AuszeichnungChartplatzierungen (Jahr, Titel, Platzierungen, Wochen, Auszeichnungen, Anmerkungen) | Höchstplatzierung, Gesamtwochen, AuszeichnungChartplatzierungen (Jahr, Titel, Platzierungen, Wochen, Auszeichnungen, Anmerkungen) | Höchstplatzierung, Gesamtwochen, AuszeichnungChartplatzierungen (Jahr, Titel, Platzierungen, Wochen, Auszeichnungen, Anmerkungen) | Höchstplatzierung, Gesamtwochen, AuszeichnungChartplatzierungen (Jahr, Titel, Platzierungen, Wochen, Auszeichnungen, Anmerkungen) | Höchstplatzierung, Gesamtwochen, AuszeichnungChartplatzierungen (Jahr, Titel, Platzierungen, Wochen, Auszeichnungen, Anmerkungen) | Anmerkungen                                                   |
| Jahr | Titel                                                          | DE | AT | CH | UK | US | Anmerkungen                                                   |
| ---- | -------------------------------------------------------------- | --- | --- | --- | --- | --- | ------------------------------------------------------------- |
| 1975 | Michael Bolotin                                                | — | — | — | — | — | Erstveröffentlichung: 1975 als Michael Bolotin                |
| 1976 | Every Day of My Life                                           | — | — | — | — | — | Erstveröffentlichung: 1976 als Michael Bolotin                |
| 1983 | Michael Bolton                                                 | — | — | — | — | US89 Gold · (13 Wo.)US | Erstveröffentlichung: 1983                                    |
| 1985 | Everybody’s Crazy                                              | — | — | — | — | — | Erstveröffentlichung: 1985                                    |
| 1987 | The Hunger                                                     | — | — | — | UK44 (5 Wo.)UK | US46 ×2Doppelplatin · (41 Wo.)US                                                                                                  | Erstveröffentlichung: 22. September 1987                      |
| 1989 | Soul Provider                                                  | DE22 (20 Wo.)DE | AT25 (1 Wo.)AT | CH25 (6 Wo.)CH | UK4 ×4Vierfachplatin · (72 Wo.)UK                                                                                                 | US3 ×6Sechsfachplatin · (202 Wo.)US                                                                                               | Erstveröffentlichung: 19. Juni 1989                           |
| 1991 | Time, Love and Tenderness                                      | DE18 (23 Wo.)DE | AT4 (13 Wo.)AT | CH8 Gold · (19 Wo.)CH | UK2 ×4Vierfachplatin · (57 Wo.)UK                                                                                                 | US1 ×8Achtfachplatin · (149 Wo.)US                                                                                                | Erstveröffentlichung: 23. April 1991                          |
| 1992 | Timeless: The Classics                                         | DE42 (11 Wo.)DE | — | — | UK3 ×3Dreifachplatin · (31 Wo.)UK                                                                                                 | US1 ×4Vierfachplatin · (47 Wo.)US                                                                                                 | Erstveröffentlichung: 29. September 1992                      |
| 1993 | The One Thing                                                  | DE5 Gold · (33 Wo.)DE | AT28 (4 Wo.)AT | CH13 Gold · (20 Wo.)CH | UK4 Platin · (29 Wo.)UK | US3 ×3Dreifachplatin · (45 Wo.)US                                                                                                 | Erstveröffentlichung: 16. November 1993                       |
| 1996 | This Is the Time – The Christmas Album                         | — | — | — | UK93 (1 Wo.)UK | US11 Platin · (15 Wo.)US | Erstveröffentlichung: 1. Oktober 1996                         |
| 1997 | All That Matters                                               | DE70 (4 Wo.)DE | AT30 (6 Wo.)AT | CH42 (4 Wo.)CH | UK20 Gold · (7 Wo.)UK | US39 Gold · (17 Wo.)US | Erstveröffentlichung: 11. November 1997                       |
| 1997 | Christmas in Vienna IV / Merry Christmas from Vienna (US)      | DE61 (3 Wo.)DE | AT16 (4 Wo.)AT | — | — | US192 (2 Wo.)US | Erstveröffentlichung: 1997 mit Plácido Domingo und Ying Huang |
| 1998 | My Secret Passion – The Arias                                  | DE44 (12 Wo.)DE | — | — | UK25 (8 Wo.)UK | US112 (8 Wo.)US | Erstveröffentlichung: 20. Januar 1998                         |
| 1999 | Timeless – The Classics Vol. 2                                 | DE85 (3 Wo.)DE | AT25 (4 Wo.)AT | CH80 (1 Wo.)CH | UK50 (3 Wo.)UK | — | Erstveröffentlichung: 16. November 1999                       |
| 2002 | Only a Woman Like You                                          | DE96 (1 Wo.)DE | — | CH51 (3 Wo.)CH | UK19 (3 Wo.)UK | US36 (6 Wo.)US | Erstveröffentlichung: 23. April 2002                          |
| 2003 | Vintage                                                        | — | — | — | UK23 (2 Wo.)UK | US76 (5 Wo.)US | Erstveröffentlichung: 2. September 2003                       |
| 2005 | Til the End of Forever                                         | — | — | — | — | US128 (1 Wo.)US | Erstveröffentlichung: 13. September 2005                      |
| 2006 | Bolton Swings Sinatra: The Second Time Around                  | — | — | — | UK54 (2 Wo.)UK | US51 (12 Wo.)US | Erstveröffentlichung: 23. Mai 2006                            |
| 2009 | One World One Love                                             | — | — | — | UK19 (3 Wo.)UK | US166 (2 Wo.)US | Erstveröffentlichung: 21. September 2009                      |
| 2011 | Gems: The Duets Collection                                     | DE60 (2 Wo.)DE | AT75 (1 Wo.)AT | — | UK11 Silber · (7 Wo.)UK | US128 (1 Wo.)US | Erstveröffentlichung: 21. Juni 2011                           |
| 2013 | Ain’t No Mountain High Enough: A Tribute to Hitsville U. S. A. | — | — | — | UK19 (4 Wo.)UK | US38 (1 Wo.)US | Erstveröffentlichung: 26. Februar 2013                        |
| 2017 | Songs of Cinema                                                | DE90 (1 Wo.)DE | — | — | UK46 (1 Wo.)UK | US177 (1 Wo.)US | Erstveröffentlichung: 10. Februar 2017                        |
| 2019 | A Symphony of Hits                                             | — | — | — | — | US156 (1 Wo.)US | Erstveröffentlichung: 8. Februar 2019                         |
| 2023 | Spark of Light                                                 | DE75 (1 Wo.)DE | — | CH85 (1 Wo.)CH | — | — | Erstveröffentlichung: 14. Juli 2023                           |

grau schraffiert: keine Chartdaten aus diesem Jahr verfügbar